# 中和街道 (秀山县)
中和街道，是中华人民共和国重庆市秀山土家族苗族自治县下辖的一个乡镇级行政单位，原名烟麻坪，自清乾隆二年（1737年）起是秀山县治、秀山土家族苗族自治县政府驻地。1938年设立中和镇，2011年经重庆市人民政府（渝府〔2011〕15号）批准撤销，成立中和街道办事处。

## 行政区划
中和街道下辖以下地区：
东风社区、解放社区、建设社区、朝阳社区、石莲社区、凤凰社区、丹凤社区、迎凤社区、七星社区、山脚村、官坟村和新齐村。